# On Fire
«On Fire» (с англ. — «В огне») — песня литовской группы The Roop, которая должна была представлять страну на отменённом конкурсе песни Евровидение 2020. Сингл был издан в формате цифровой дистрибуции 14 января 2020 года звукозаписывающим лейблом Musica Publica.
The Roop с песней «On Fire» стали представителями Литвы на «Евровидении» по итогам национального отбора Pabandom iš naujo! Let’s try again! 2020. В результате жеребьёвки, состоявшейся 28 января 2020 года, представители Литвы должны были выступать в первой половине первого полуфинала.

## История композиции
Работа над песней началась ещё в марте 2019 года, было около 5 версий песни. Окончательный вариант композиции был готов лишь в декабре того же года.
По словам Вайдотаса Валюкявичюса, песня является автобиографической: «Мы слишком часто недооцениваем себя. Мы думаем, что не отвечаем стандартам, или мы неинтересны, слишком молоды, слишком стары». Композиция поднимает проблему эйджизма.
Композицию сопровождает танцевальная связка, по которой Вайдотас давал уроки в социальных сетях. Эта связка стала «заразной» для слушателей.
6 мая 2020 года была опубликована акустическая версия песни на портале YouTube. 12 мая в рамках альтернативного шоу группа исполнила песню в стиле Элвиса Пресли. Песня заняла вторую строчку в топ-20 лучших песен «Евровидение 2020», разделив её с песней «UNO» группы Little Big.
6 июля 2020 года под эту композицию литовская армия представляет военный смотр в честь памяти о короле Миндагаусе.
В декабре группа попала в пять номинаций литовской премии M.A.M.A., среди которых — «Песня года» и «Видео года» (On Fire).
На 25 января 2021 года трек имеет более 6 миллионов стримингов на платформе Spotify.

## Видеоклип
Режиссёром клипа выступила Индре Юскуте, оператором — Адомас Яблонскис. По состоянию на 29 мая 2020 года, видеоклип на песню On Fire занимает вторую строчку по просмотрам на YouTube, среди участников «Евровидения-2020» имея менее 8 млн просмотров.
В апреле 2020 года литовский актёр Арнас Ашмонас выпустил «карантинную» версию-пародию на клип.

## Список композиций
| №  | Название  | Длительность |
| -- | --------- | ------------ |
| 1. | «On Fire» | 2:50         |

## Позиции в чартах
| Чарт (2020)   | Наивысшая позиция |
| ------------- | ----------------- |
| Литва (AGATA) | 1                 |

## Хронология издания
| Страна | Дата           | Лейбл                          | Ссылка         |        |
| ------ | -------------- | ------------------------------ | -------------- | ------ |
| Мир    | 14 января 2020 | цифровая дистрибуция, стриминг | Musica Publica | [ 19 ] |